# Buchauer-Villa

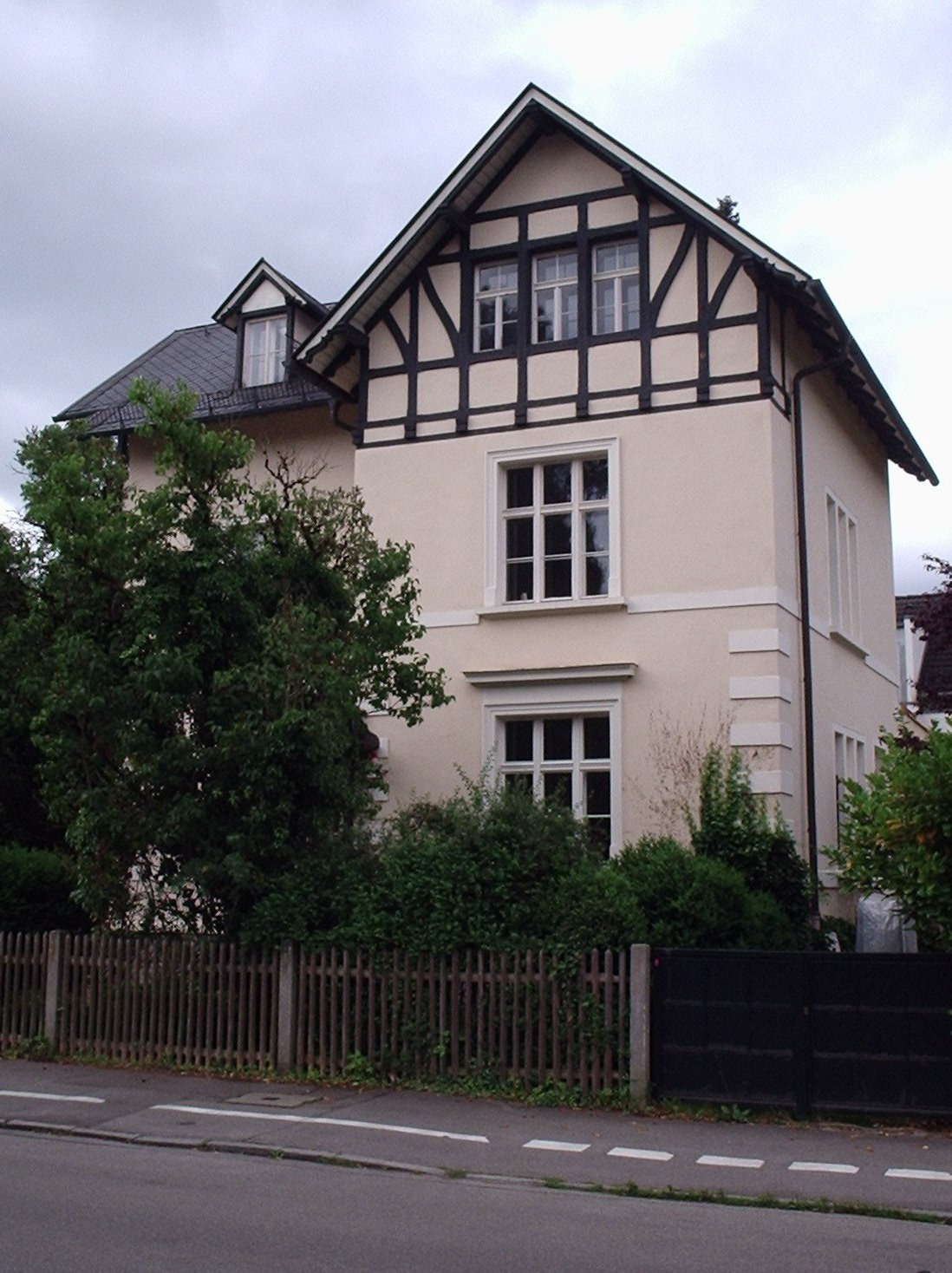
Buchauer-Villa

Die Buchauer-Villa ist eine Villa in München. Sie ist als Baudenkmal in die Bayerische Denkmalliste eingetragen.

## Lage
Die Villa liegt im Stadtteil Solln in der Hofbrunnstraße 27 im Westen der Villenkolonie Solln nahe der Ecke Hofbrunn-/Emil-Dittler-Straße.

## Geschichte
Die Villa wurde um 1900 erbaut. Sie wurde ursprünglich von Joseph Buchauer (1859–1927) bewohnt, einem Sollner Grundbesitzer und Mitglied des Kirchenvorstands, der das Baugrundstück für das Pfarrhaus an der Grünbauerstraße stiftete, zum Ehrenbürger von Solln ernannt wurde und nach dem die Buchauerstraße in Solln benannt ist.
Die Villa wurde 1995/96 umfassend renoviert. Sie wurde mit dem Fassadenpreis der Stadt München ausgezeichnet.

## Bauwerk
Das Gebäude hat ein Satteldach und einen Kniestock. Der Quergiebel besitzt ein Fachwerk englischer Art. Der Stil ist eine Mischung aus Neorenaissance und Landhausstil.